# Renault 4 E-Tech Electric
La Renault 4 E-Tech Electric (chiamata anche 4 E-Tech oppure semplicemente R4 o 4 EV) è un'autovettura elettrica prodotta a partire dal 2024 dalla casa automobilistica francese Renault.
La vettura è crossover SUV basato sulla stessa piattaforma della Renault 5 E-Tech Electric e riprende il nome dalla Renault 4 prodotta dal 1961 al 1994. Un primo prototipo era già stato presentato sotto forma di concept car durante il Salone dell'automobile di Parigi il 17 ottobre 2022.

## Sviluppo e contesto

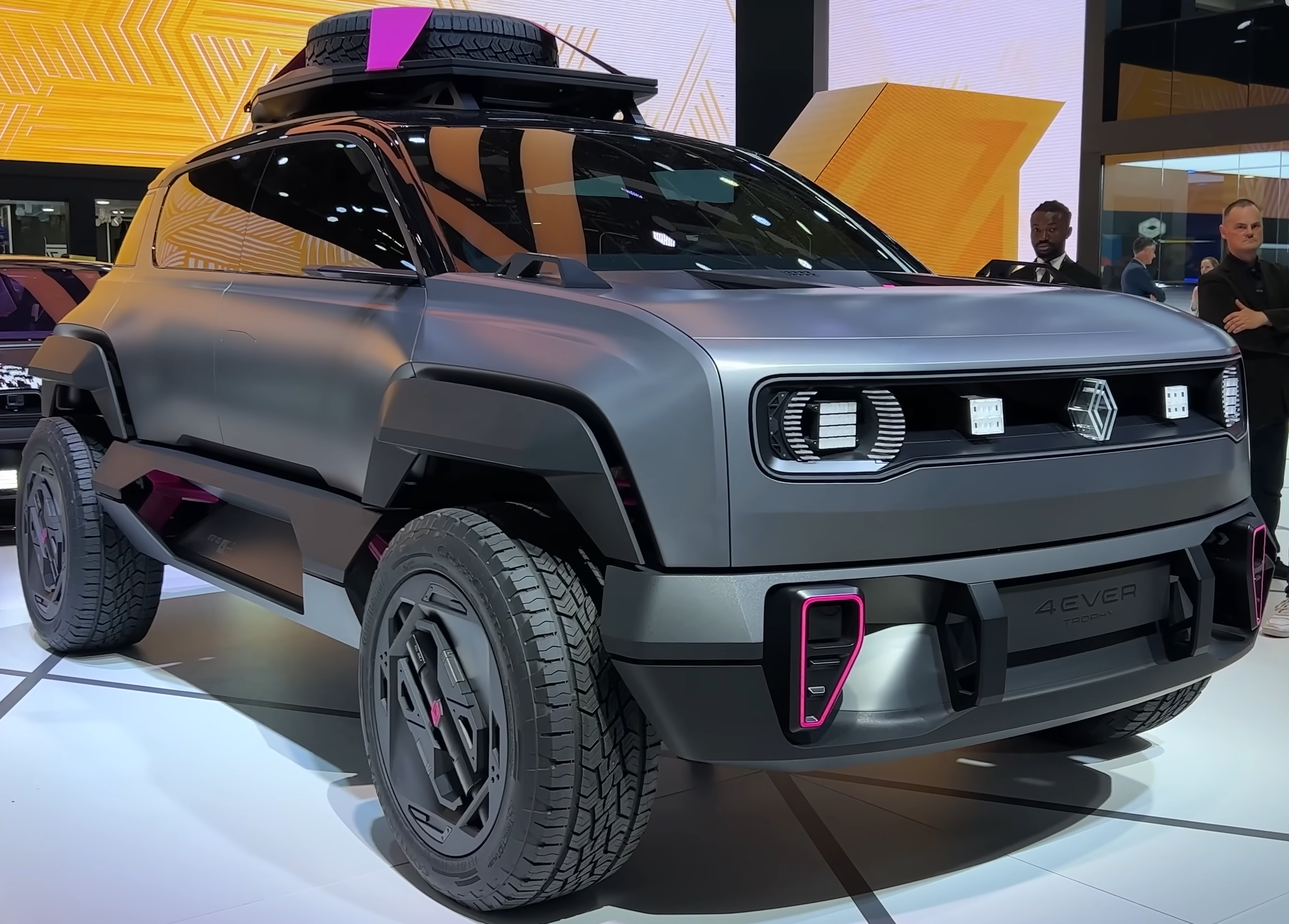
4Ever Trophy

Nel 2021 la Renault 4ever è stata annunciata come uno dei nuovi veicoli elettrici che la Renault avrebbe introdotto entro il 2025. 4Ever è il nome del progetto EV che ha portato alla successiva creazione della concept car 4Ever Trophy, presentata per la prima volta al Salone dell'automobile di Parigi nell'ottobre 2022. Sia la 4Ever che la Renault R5 sono basate sulla stessa piattaforma EV CMF-B; poiché tale piattaforma condivide metà dei suoi componenti con la piattaforma CMF-B, dedicata invece alle vetture ibride/termiche, i costi di produzione sono inferiori di due terzi rispetto alla Renault Zoe. La sezione centrale della piattaforma CMF-B EV è stata modificata rispetto alla CMF-B, per ospitare una batteria piatta sotto il pavimento. 

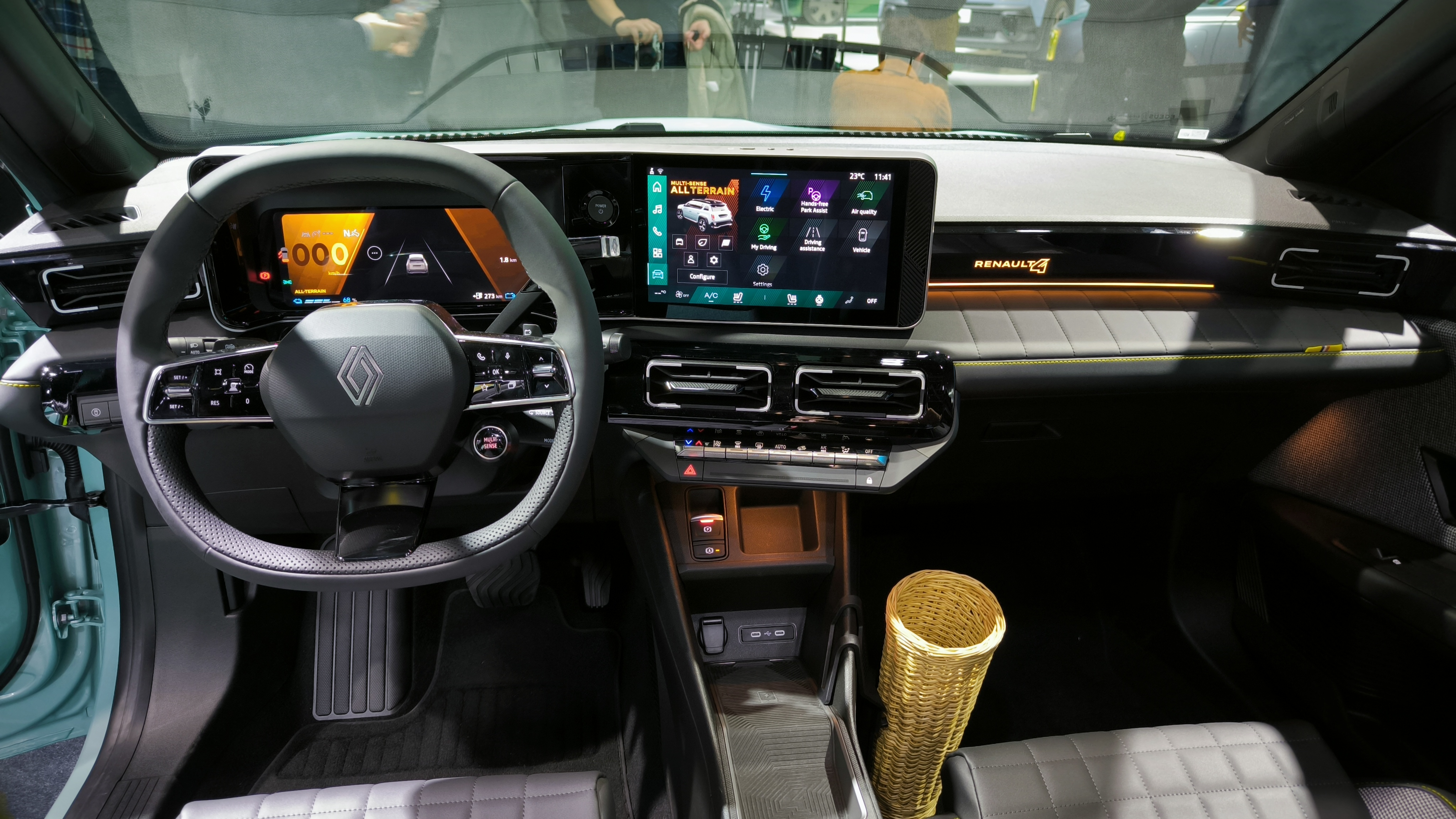
Interni

La concept car 4Ever Trophy è stata costruita per celebrare il 25º anniversario del rally 4L Trophy ed è caratterizzato da elementi per il fuoristrada, tra cui sospensioni rialzate che conferiscono un'altezza da terra di 200 mm e un portapacchi in fibra di carbonio con illuminazione a LED che ospita la ruota di scorta.

## Debutto e descrizione
Alcune foto teaser sono state pubblicate il 4 ottobre 2024 e, dopo l'anteprima alla stampa specializzata del 14 ottobre, ha debuttato ufficiale al pubblico è avvenuto il 15 ottobre dello stesso anno sempre al salone di Parigi.

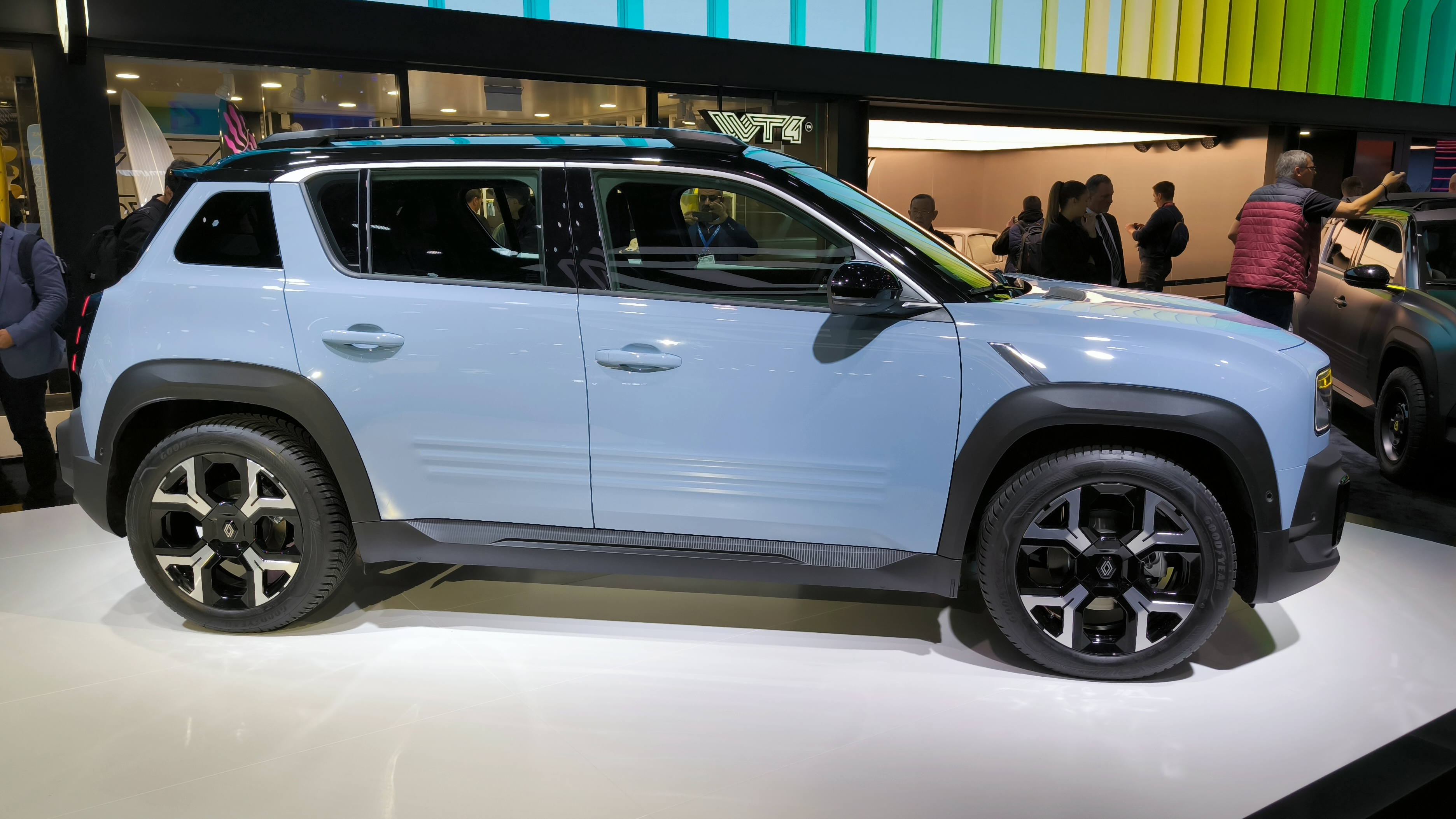
Vista laterale

La vettura è un'elettrica pura e si basa sulla piattaforma Renault CMF/AmpR, derivata dal telaio della Renault 5 E-Tech Electric allungato di una ventina di centimetri e di cui ne riprende la meccanica, le combinazioni di motore/batterie e anche il cruscotto.
La vettura può essere dotata di un tetto apribile in tela come l'originale R4. È, inoltre, la prima Renault di serie ad avere il logo illuminato sulla calandra.